# 宋渾
宋渾（?—?），唐代邢州南和人。宋璟的第四子。歷官谏议大夫、太子谕德。有子宋陟。

## 經歷
宋浑在平原，暴敛百姓一年庸调。天寶六載，崔器為萬年尉，任職幾個月後逾，便拜監察御史。中丞宋渾為東畿采訪使，引崔器為判官。薛稷的外孙女郑氏孀居有美色，宋浑有妻子，让河南尉杨朝宗隐秘的下聘为自己纳娶，于是推荐杨朝宗为赤尉。宋渾因坐贓而貶到嶺南，崔器亦隨同被貶。
天宝八載（749年），顏真卿遷殿中侍御史。時任御史中丞宋渾，因私人怨恨被御史吉溫、崔珪所誣告，謫賀州。顏真卿敢於諍言對吉溫、崔珪說：「奈何以一時之忿，而欲危宋璟裔乎？」
天宝九載二月壬午（750年），御史中丞宋渾坐贓及奸，長流高要郡，其弟宋恕流放到南康郡。其后宋浑被赦免，酌情调到东阳郡下，请托过分，役使百姓属吏，求取钱物，百姓不堪其弊，告发了他，配流浔江郡。他们兄弟喜欢饮酒放荡，俳优杂戏。唐代宗广德年间之后，宋浑担任太子谕德，被朝议鄙薄，于是留寓江岭去世。